# Harold Clayton Urey
Harold Clayton Urey, ameriški fizikalni kemik, * 29. april 1893, Walkerton, Indiana, ZDA, † 5. januar 1981, La Jolla, Kalifornija, ZDA.
Urey je leta 1934 prejel Nobelovo nagrado za kemijo za izkazano delo na izotopih.